# Незперс (Ајдахо)
Незперс (енгл. Nezperce) град је у америчкој савезној држави Ајдахо.

## Демографија
По попису из 2010. године број становника је 466, што је 57 (-10,9%) становника мање него 2000. године.
|                   | 2010.        | 2000.        |
| Укупно            | 466 (100,0%) | 523 (100,0%) |
| Белци             | 441 (94,64%) | 477 (91,20%) |
| Остали            | 21 (4,506%)  | 28 (5,354%)  |
| Хиспаноамериканци | 3 (0,644%)   | 4 (0,765%)   |
| Азијати           | 1 (0,215%)   | 7 (1,338%)   |
| Афроамериканци    | 0 (0,000%)   | 7 (1,338%)   |